# Dacus punctatifrons
Dacus punctatifrons är en tvåvingeart som beskrevs av Karsch 1887. Dacus punctatifrons ingår i släktet Dacus och familjen borrflugor. Inga underarter finns listade i Catalogue of Life.